# Kareeberg
Kareeberg (officieel Kareeberg Plaaslike Munisipaliteit) is een gemeente in het Zuid-Afrikaanse district Pixley ka Seme.
Kareeberg ligt in de provincie Noord-Kaap en telt 11.673 inwoners.

## Hoofdplaatsen
Kareeberg is op zijn beurt nog eens verdeeld in vijf hoofdplaatsen (Afrikaans: nedersettings) en de hoofdstad van de gemeente is de hoofdplaats Carnarvon.
- Bonteheuwel
- Carnarvon
- Die Bult
- Van Wyksvlei
- Vosburg